# Heavyweight (singel)
Heavyweight – singel polskiego piosenkarza i rapera Kizo oraz rapera Bonus RPK z albumu studyjnego Czempion. Singel został wydany 23 października 2018 roku. Tekst utworu został napisany przez Patryka Wozińskiego i Oliwiera Roszczyka.
Nagranie otrzymało w Polsce status złotej płyty w 2020 roku.
Singel zdobył ponad 9 milionów wyświetleń w serwisie YouTube (2023) oraz ponad 3 miliony odsłuchań w serwisie Spotify (2023).

## Nagrywanie
Utwór został wyprodukowany przez 2K Beatz i Michała Graczyka. Za mix/mastering utworu odpowiada EnZU. Tekst do utworu został napisany przez Patryka Wozińskiego i Oliwiera Roszczyka.

## Twórcy
- Kizo, Bonus RPK – słowa[1]
- Patryk Woziński, Oliwier Roszczyk – tekst[1][2]
- 2K Beatz, Michał Graczyk – produkcja[1][2]
- EnZU – mix/mastering[1][2]

## Certyfikaty
| Kraj          | Certyfikat  |
| ------------- | ----------- |
| Polska (ZPAV) | złota płyta |